# Елын-Ам
Елын-Ам (монг. Ёлын ам) — глубокое и узкое ущелье, в горах Гурван-Сайхан-Уул аймака Умнеговь, на юге Монголии. Долина названа в честь грифа-бородача (монг. ёл); также поэтому падь иногда называют Долиной Грифов или Долиной Орлов.
Ущелье расположено на территории национального парка Гоби-Гурван-Сайхан.
Елын Ам находится в восточных горах Дзун-Сайханы-Нуру хребта Гурван-Сайхан-Уул. В этих местах, в связи с близостью с пустыней Гоби, выпадает очень мало осадков. Однако, в глубине урочища Елын Ам можно встретить лед и снежный покров. Толщина такого ледового поля достигает нескольких метров, а к концу зимы даже несколько десятков метров. В последние годы лед держался круглый год, но современные ледовые поля имеют тенденцию исчезать в сентябре.